# Spanioptila eucnemis
Spanioptila eucnemis är en fjärilsart som beskrevs av Walsingham 1914. Spanioptila eucnemis ingår i släktet Spanioptila och familjen styltmalar. Inga underarter finns listade i Catalogue of Life.